# Amtsbezirk Weiz
Der Amtsbezirk Weiz (auch: Amtsbezirk Weitz) war zwischen 1853 und 1867 eine Verwaltungseinheit im Grazer Kreis in der Steiermark.
Der Amtsbezirk war der Kreisbehörde in Graz unterstellt und besorgte deren Amtsgeschäfte vor Ort. Die Zuständigkeit erstreckte sich neben Weiz auf die Gemeinden Arzberg, Arndorf, Bärndorf, Dörfl, Elz, Etzersdorf, Fladnitz, Garrach, Gschaid, Greith, Grub, Haselbach, Haufenreith, Hohenau, Höfling, Hart, Kogl, Kleinsemmering, Krottendorf, Kathrein, Krammersdorf, Kühwiesen, Klettendorf, Landscha, Lohngraben, Mortantsch, Mitterdorf, Neudorf (Pfarre St. Ruprecht), Neudorf (Pfarre Semriach), Naas, Oberdorf, Oberfladnitz, Passail, Pichl, Ponigl, Puch, Pesen, Radegund, St. Ruprecht a. d. Raab, Steinberg, Trenstein, Tober, Unter-Feistritz und Unter-Fladnitz.